# أندرياس فاغنر (سياسي)
أندرياس فاغنر هو سياسي ألماني، ولد في 16 أبريل 1972 في باد تولتس في ألمانيا. نشط حزبياً في حزب اليسار. في الانتخابات الفيدرالية الألمانية 2017، انتخب عضو في البوندستاغ الألماني عن دائرة Bad Tölz-Wolfratshausen – Miesbach ‏ وقد انضم خلال البوندستاغ الألماني التاسع عشر (24 أكتوبر 2017 – ) للكتلة البرلمانية The Left faction (Bundestag) ‏.